# نهر جان
نهر جان (صينية مبسطة: 赣江；صينية تقليدية: 贛江；بينيين: Gàn Jiāng) يمتد طولة 885 كيلومتر (550 ميل) شمالًا من خلال الجزء الغربي من جيانغشي ثم إلى بحيرة بويانغ وبعدها إلى نهر اليانغتسي. تفصله مرتفعات شيانغ غان عن نهر شيانغ في مقاطعة هونان الشرقية المجاورة.
يمثل النهر معلم جغرافي رئيسي في جيانغشي، وتستمد مجموعة غان العرقية الصينية اسمها منه. النهر يغذي بحيرة بويانغ، والتي ترتبط بدورها مع نهر اليانغتسي.

## الروافد
- نهر غونغ
- نهر تسي

## روابط خارجية
- "Kan-Kiang" . Collier's New Encyclopedia. 1921. {{استشهاد بموسوعة}}: يحتوي الاستشهاد على وسيط غير معروف وفارغs: |HIDE_PARAMETER4=، |HIDE_PARAMETER2=، |HIDE_PARAMETER8=، |HIDE_PARAMETER5=، |HIDE_PARAMETER7=، |HIDE_PARAMETER10=، |HIDE_PARAMETER6=، |HIDE_PARAMETER9=، |HIDE_PARAMETER1=، و|HIDE_PARAMETER3= (مساعدة)